# SML Marigaux
Marigaux est un fabricant français de hautbois créé en 1935.

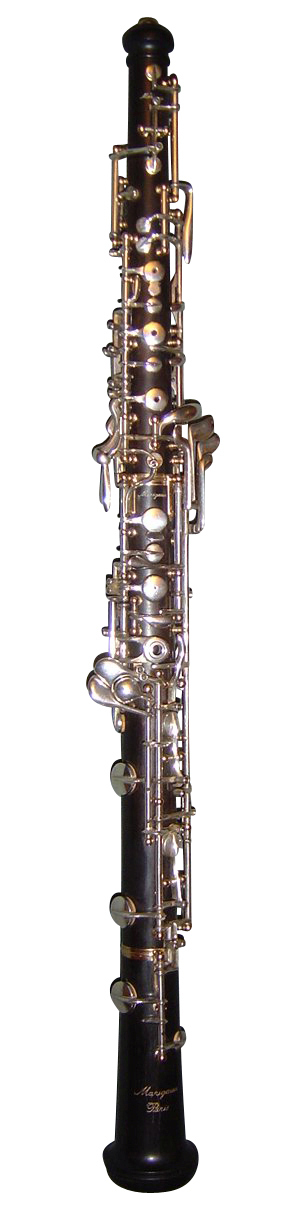
Hautbois Marigaux modèle 2001.

Marigaux s'exporte dans une soixantaine de pays et est joué dans plusieurs orchestres.
Pendant tout le cycle de fabrication, toutes les opérations sont contrôlées et à la fin, le hautbois est accordé par un concertiste reconnu (Michel Croquenoy, hautbois solo de l'Orchestre national de France ; François Leleux, concertiste international et supersoliste de l’Orchestre philharmonique de Munich...).
Marigaux est connu pour fabriquer des hautbois en Altuglas (plexiglas transparent) qui ne rencontre pas le problème de fente du bois.

## Historique
Le 12 janvier 1935, Strasser Marigaux fut fondée par trois associés : Messieurs Strasser, Marigaux et Lemaire, donnant leurs initiales au sigle de la société S.M.L.. L'entreprise est alors installée au 144 boulevard de la Villette à Paris. Charles Strasser est un homme d'affaires né en Suisse, Jules Marigaux un facteur d'instruments formé chez Buffet-Crampon où son père était « premier ouvrier », et Lemaire le comptable.
Jules Marigaux et l'entreprise déposent plusieurs brevets d'invention pour l'amélioration des flûtes, hautbois et saxophones dès 1929.
En 1937, SML Marigaux commença son activité à Paris avec la fabrication de saxophones et de flûtes. Parallèlement commença la production de hautbois et de clarinettes dans un atelier situé à La Couture-Boussey, village de l'Eure, berceau de la fabrication artisanale française des bois. SML présente son premier hautbois à l’Exposition universelle de 1937 à Paris.
En 1938, la maison sort le modèle de saxophone « révision A » produit à 4500 exemplaires.
Après la seconde guerre mondiale, l’arrivée du jazz en Europe et les nombreux échanges avec les artistes américains de passage à Paris accélérèrent la production de saxophones SML et la réputation de la marque aux Etats-Unis. De grands noms comme Coleman Hawkins ou Carmen Leggio furent les ambassadeurs de la marque au « gros pavillon ». En 1946, Coleman Hawkins joue un saxophone custom SML. L’apogée du saxophone SML arriva avec les modèles « Révision D » et « Gold Medal », fameux pour leurs cheminées roulées, le confort de la mécanique (pour l’époque) et surtout leur couleur sonore.
Elle rachète plusieurs maisons de facture d'instruments pour se diversifier dont celle de Louis Lot célèbre pour ses flûtes en 1951.
Après la mort de Lemaire, Strasser et Marigaux ont racheté les parts de leur partenaire et la société a pris le nom de "Strasser-Marigaux". Marigaux est décédé au début des années 1970, laissant Strasser seul propriétaire de la société. Strasser a ensuite vendu en 1975  SML (qui continue d'utiliser ces initiales) à la société de holding américaine UMI, et devient Strasser-Marigaux S.A.. Depuis ses premiers jours, SML est connu pour ses hautbois. Marigaux était considéré comme l'un des meilleurs fabricants de hautbois au monde. La société fabriquait également une large gamme d'instruments à vent en bois qui comprenait également des saxophones, des flûtes et des bassons.
Dans les années 1970, elle possède également une activité d'import/export qui distribue les produits de Yanagisawa (1978), Rico, Vandoren, Otto Link, Berg Larsen et d'autres entreprises.
En 1975, Strasser Marigaux racheta la société Malerne (installée à La Couture-Boussey) et déménage dans ses locaux plus spacieux. Marigaux utilisera le modèle de cor anglais Malerne comme base pour le modèle Marigaux.
Face à la concurrence sur le marché du saxophone, Strasser-Marigaux recentre son activité exclusivement sur la facture de clarinettes et de hautbois en 1981. SML avait commencé à fabriquer des saxophones dès la création de la société, deux ans avant que Henri Selmer Paris ne présente le modèle de saxophone révolutionnaire Balanced Action. Strasser-Marigaux a cessé de produire des saxophones en 1982 ; à l'époque, la société fabriquait 400 saxophones par an. Elle vendait également des saxophones à King Musical Instruments, qui les commercialisait sous le nom de "King Marigaux". Un porte-parole de la société a déclaré que SML avait cessé de fabriquer des saxophones parce que « nous ne pouvions tout simplement plus concurrencer Selmer ».
En 1994, la holding revend l'entreprise au groupe allemand TA Musik Gruppe,et la société devient une société en commandite, Marigaux SCS.
Dans les années 2000, SML Marigaux fabrique des hautbois, des cors anglais, des hautbois d'amour, des musettes (petites cornemuses) et des clarinettes. Les effectifs sont d'une soixante de personnes.
Le 13 février 2001, l’entreprise devient une SAS dénommée « Marigaux ».
En 2005, Marigaux crée la ligne de hautbois M2.
En 2007, après le rachat par son client japonais Nonaka Boeki, principal distributeur d'instruments à vent au Japon, les activités de fabrication et de distribution de Marigaux sont dissociées: Marigaux SAS se spécialise dans la fabrication de hautbois et SML Paris effectue la distribution des autres familles d’instruments de musique.
En 2010, la branche SML Paris est intégrée au groupe ALGAM et la marque SML reprend une activité de facture instrumentale.
En 2019, Marigaux fait don de quatre instruments représentatifs de son histoire au musée des instruments à vent de La Couture-Boussey : une flûte Louis Lot (ca. 1970), une clarinette R. Malerne (ca. 1970), une clarinette Marigaux modèle RS Symphonie (ca. 1980), un prototype de hautbois Marigaux série 2001 (1999).

## Produits actuels

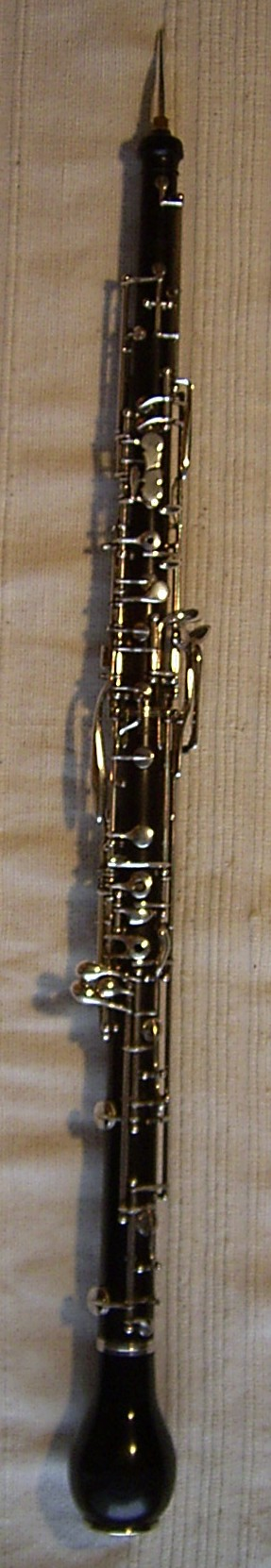
Cor anglais Marigaux

Marigaux propose une gamme de hautbois essentiellement professionnels :
- Hautbois 
  - Ligne M2, modèle breveté avec des têtes interchangeables (tête standard, courte ou longue; en matériau composite ou en ébène)
  - Ligne 2000, modèle avec un pavillon creusé, clétage revisité, bois sélectionnés 
    - modèle 2001/2001A (Amérique), modèle semi-automatique, clés argentés, en bois d'ébène
    - modèle 2010, modèle semi-automatique, clés argentés, en bois d'ébène
    - modèle 2008, modèle semi-automatique, clés dorés, en bois d'ébène
    - modèle 2018, modèle automatique, clés dorés, en bois d'ébène

  - Ligne 900, hautbois professionnel d’orchestre dans la tradition de facture française sur des principes établis par Jules Marigaux, troisième clé d'octave, clé double fa, double correspondance pavillon et clé de résonance si et si bémol 
    - modèle 901/901A (Amérique), modèle semi-automatique, clés argentés, en bois d'ébène
    - modèle 901P, modèle semi-automatique, clés argentés, corps du haut en composite, corps du bas en bois d'ébène
    - modèle 910, modèle automatique, clés argentés, en bois d'ébène
    - modèle 962, modèle Prestini, clés dorés, en bois d'ébène
    - modèle 908 , modèle semi-automatique, clés doés, en bois d'ébène
    - modèle 918, modèle semi-automatique, clés dorés, en bois de violette
    - modèle 918, modèle automatique, clés dorés, en bois d'ébène

  - Strasser 701 , modèle d’étude dérivé du modèle 901
- Cor anglais
  - modèle 930 : modèle semi-automatique, clés argentés, en bois d'ébène
  - modèle 935 : modèle semi-automatique, clés argentés, en bois d'ébène, descendant au si bémol grave
  - modèle 949 : modèle automatique, clés argentés, en bois d'ébène
  - modèle 932 : modèle semi-automatique, clés dorés, en bois de violette
  - modèle 942 : modèle automatique, clés dorés, en bois de violette
  - modèle 933 : modèle semi-automatique, clés dorés, en altuglass
- Hautbois d'amour
  - modèle 903 : modèle semi-automatique, clés argentés, en bois d'ébène
  - modèle 912 : modèle automatique, clés argentés, en bois d'ébène
  - modèle 914 : modèle semi-automatique, clés argentés, en bois de violette
  - modèle 923 : modèle automatique, clés argentés, en bois de violette
- Hautbois baryton, en ut
  - modèle 380 : modèle semi-automatique, clés argentés, en bois d'ébène
  - modèle 381 : modèle automatique, clés argentés, en bois d'ébène
- Hautbois musette ou piccolo, en mi bémol ou en fa
  - modèle 904 : modèle semi-automatique, clés argentés, en bois d'ébène

## Produits vintage
L'entreprise a utilisé divers logotypes pour ses instruments: « Marigaux Paris » , « King Marigaux Paris »... et a fabriqué un grand nombre d'instruments stencil comme c'était l'usage après-guerre à La Couture-Boussey.
Dans les années 1980, l'entreprise a utilisé les lettres SML pour définir des gammes d'instruments:
- 'Strasser' : modèle d'étude
- 'Lemaire' : modèle intermédiaire
- 'Marigaux' : modèle professionnel

Après 2002, SML a cessé la fabrication des autres instruments en dehors des hautbois.

### Saxophones SML, King Marigaux
SML Marigaux a fabriqué des saxophones sopranos, altos, ténors et barytons. Certains modèles SML pouvaient être dorés et d'autres nickelés.
Dans les années 1960, la société King Musical Instruments importe aux Etats-Unis les saxophones sous le nom de « King Marigaux ».
Dans un catalogue non daté que plusieurs experts situent entre 1955 et 1965, SML propose des saxophones altos, des ténors et des barytons, mais pas de sopranos. Les altos et les ténors étaient proposés en trois modèles chacun : "Standard", "Gold Medal" et "Gold Medal 2-Tone". Les barytons n'existaient que dans le modèle "Gold Medal".
Le modèle Standard n'est pas décrit comme un modèle d'étudiant ou intermédiaire, mais c'était clairement le modèle non professionnel de SML. Il était livré en finition laquée "Perma-Gold".
Le modèle Gold Medal, également proposé en finition laquée, était présenté comme le "nec plus ultra" des saxophones avec « 22 caractéristiques mécaniques exceptionnelles que l'on ne trouve pas sur les saxophones américains ou européens. Utilisé exclusivement par les meilleurs artistes des orchestres symphoniques et des orchestres de danse américains et européens ».
Le modèle bicolore était un modèle Gold Medal avec des clés et des gardes en nickel.
À titre d'information, les prix de la liste (sans les étuis) étaient les suivants : Alto standard, 350 $ ; Alto Gold Medal, 415 $ ; Alto Gold Medal 2-Tone, 435 $ ; Ténor standard, 400 $ ; Ténor Gold Medal, 475 $ ; Gold Medal 2-Tone, 495 $ ; Baryton Gold Medal, 625 $.
Les 22 caractéristiques mécaniques dont SML se vantait étaient les suivantes :
1. Blocage de bocal amovible. Un anneau à 4 fentes exerce une pression uniforme sur le col sans fuite.
2. La clé d'octave améliorée est dotée d'un mécanisme à bras oscillant et à roulement pour une action plus rapide. Facilite les intervalles larges et assure un ré médium plein de corps, en particulier au ténor.
3. Toutes les vis sont fabriquées en acier à outils de première qualité. Les vis de pivot sont trempées au grade bleu pour une longue durée de vie.
4. Tous les mécanismes de clé sont forgés à la main.
5. Les réglages individuels des vis permettent un alignement parfait des clés.
6. Les boutons en nacre sont placés de manière scientifique pour encourager les doigts à voler.
7. Les nervures des coupelles de clefs (couvertures des trous de tonalité) renforcent tout le diamètre de la coupelle.
8. Les clés de ré, ré# et fa sont montées sur une seule plaque pour sécuriser les postes dans les passages les plus rapides.
9. Les actions principales sont ancrées sur une seule plaque pour une plus grande résistance.
10. La fonction d'articulation optionnelle avec le verrouillage réglable du sol# permet l'exécution collective et individuelle du sol# au do#, si bémol. Rend toute l'action plus facile !
11. Les tiges de l'action principale et de l'action latérale sont rectifiées à la main (" swedged ") pour un ajustement précis.
12. Réglage par vis sans fin pour la clé de sol#.
13. Le pavillon extra large (6 ") (ténor seulement) offre une puissance de projection inhabituelle et un pianissimo clair et pur.
14. La vis de réglage permet un meilleur ajustement du levier qui actionne la touche de si bémol.
15. Le protège-vêtements à l'arrière de l'instrument élimine la possibilité de se coincer les vêtements sous les clefs.
16. L'ensemble du pavillon, de l'ouverture jusqu'au col, est gravé à la main de manière exquise.
17. Les protections amovibles des clefs permettent un accès facile aux coussinets des notes graves.
18. Le si grave et le si bémol se manipulent en douceur grâce à des galets spéciaux SML anti-blocage.
19. Les trous de tonalité dessinés avec des bords de calibre fin roulés avec précision permettent un passage d'air maximal sans fuite, ni coupure des tampons.
20. Coussinets en feutre réglables permettant d'ajuster l'accord du si grave, du si bémol, du do et du mi bémol.
21. Brillamment guilloché à la main du pavillon au bocal. Recouvert d'une finition laquée impeccable appliquée par le procédé exclusif « Multi-Coat ».
22. Une intonation précise dans toute la gamme !

#### Saxophonistes
SML Marigaux avait des musiciens  de renom pour promouvoir ses saxophones, ténor "Coleman Hawkins Special", modèles Gold Medal entre autres, comme :
- Coleman Hawkins[9]
- Carmen Leggio
- Leo Wright
- Norman Rosner
- Ernie Mauro
- Toots Mondello
- Sid Cooper
- Rick Henderson (en)
- Carl Perkel

### Clarinettes
Marigaux a fabriqué divers modèles de clarinettes au cours de son histoire, notamment :
- années 1980 - 2000 :
  - modèle 200, modèle standard, en sib, clés nickelées
  - modèle 201, modèle standard, en sib, clés argentées
  - modèle 300, modèle professionnel, en sib, clés nickelées
  - modèle 301, modèle professionnel, en sib, clés argentées
  - modèle 351 "RS" Symphonie, modèle haut-de-gamme, en sib, modèle haut de gamme, conçu et réalisé avec Roland Simoncini, premier soliste de l'Orchestre National de France[10]
  - modèle 352 "RS" Symphonie, , modèle haut-de-gamme, en la, modèle haut de gamme,